# Scott Kelly (Musiker)

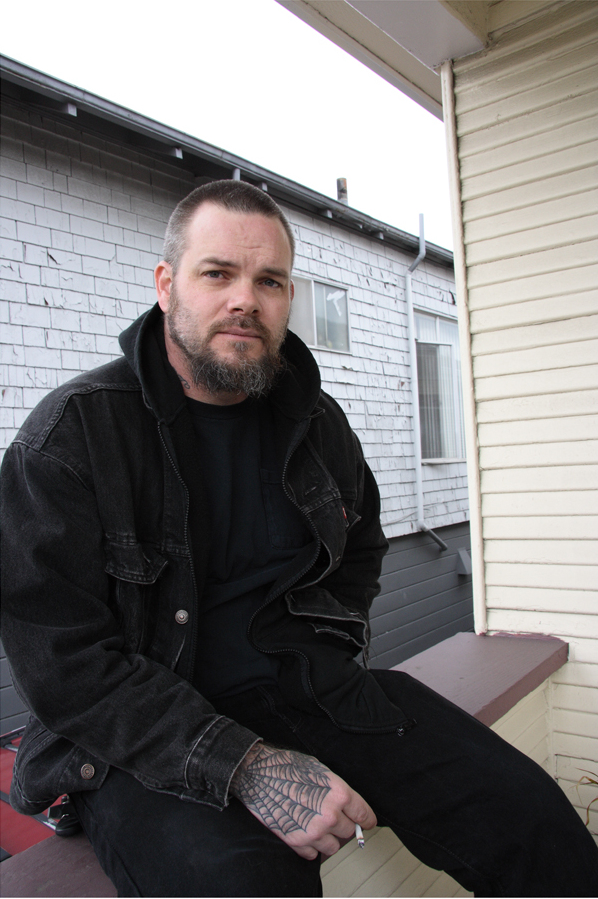
Scott Kelly, 2004

Scott Michael Kelly (* 13. Juni 1967 in Evanston, Illinois) ist ein inaktiver US-amerikanischer Metal-Sänger und Gitarrist. Er ist Mitbegründer der Post-Industrial- und Metal-Gruppen Neurosis, Mirrors for Psychic Warfare, Tribes of Neurot, Shrinebuilder und Corrections House sowie des Labels Neurot Recordings.

## Leben
Über Scott Kellys Kindheit und Jugend sind nur wenig Informationen öffentlich. Eigenen Angaben nach habe sein Vater ihn nie in seiner musikalischen Karriere unterstützt. Kelly lebt mit seiner Frau und seinen beiden jüngsten Kindern in den südlichen Wäldern von Oregon. Er arbeitet hauptberuflich als Tontechniker in einem auf Shakespeares Werke spezialisierten Theater mit Repertoiresystem. Sein Sohn Damon Kelly ist ebenfalls Musiker. Er ist Bassist der Gruppe Stoneburner und half der Gruppe Atriarch zeitweise als Live-Bassist.
Kelly, welcher bereits früher psychosoziale Probleme andeutete und von einer diagnostizierten manischen Depression sprach, machte im August 2017 seine psychische Erkrankung via Facebook gezielt öffentlich. Er erklärte seine Entscheidung in die Öffentlichkeit zu gehen mit seinem, aus der Krankheit resultierendem, Verhalten. Nachdem er eigenmächtig die ihm verschriebenen Medikamente abgesetzt hatte, habe er seine Familie, insbesondere seine Frau, terrorisiert. Erst mit einer erneuten Aufnahme der Behandlung änderte sich sein Verhalten. Einhergehend mit einer an seine Familie gerichteten Entschuldigung rief er ebenfalls Betroffene dazu auf, sich nicht zu schämen und offen über die eigene Erkrankung zu sprechen, aber auch Hilfe in Anspruch zu nehmen und die von Ärzten verschriebenen Medikamente nicht eigenmächtig abzusetzen.
Am 28. August 2022 gab Kelly jedoch dann bekannt, seine Frau und Kinder weiterhin emotional, finanziell, verbal und physisch missbraucht zu haben. Er erklärt, dass er seinen Status und die Plattform, die ihm seine Musikkarriere in den vergangenen Jahren bot, dazu benutzt habe, seine Taten und sein Verhalten vor der Öffentlichkeit zu verbergen. Aufgrund dessen beendet Kelly laut Eigenaussage mit sofortiger Wirkung seine Karriere als Musiker.

## Werk

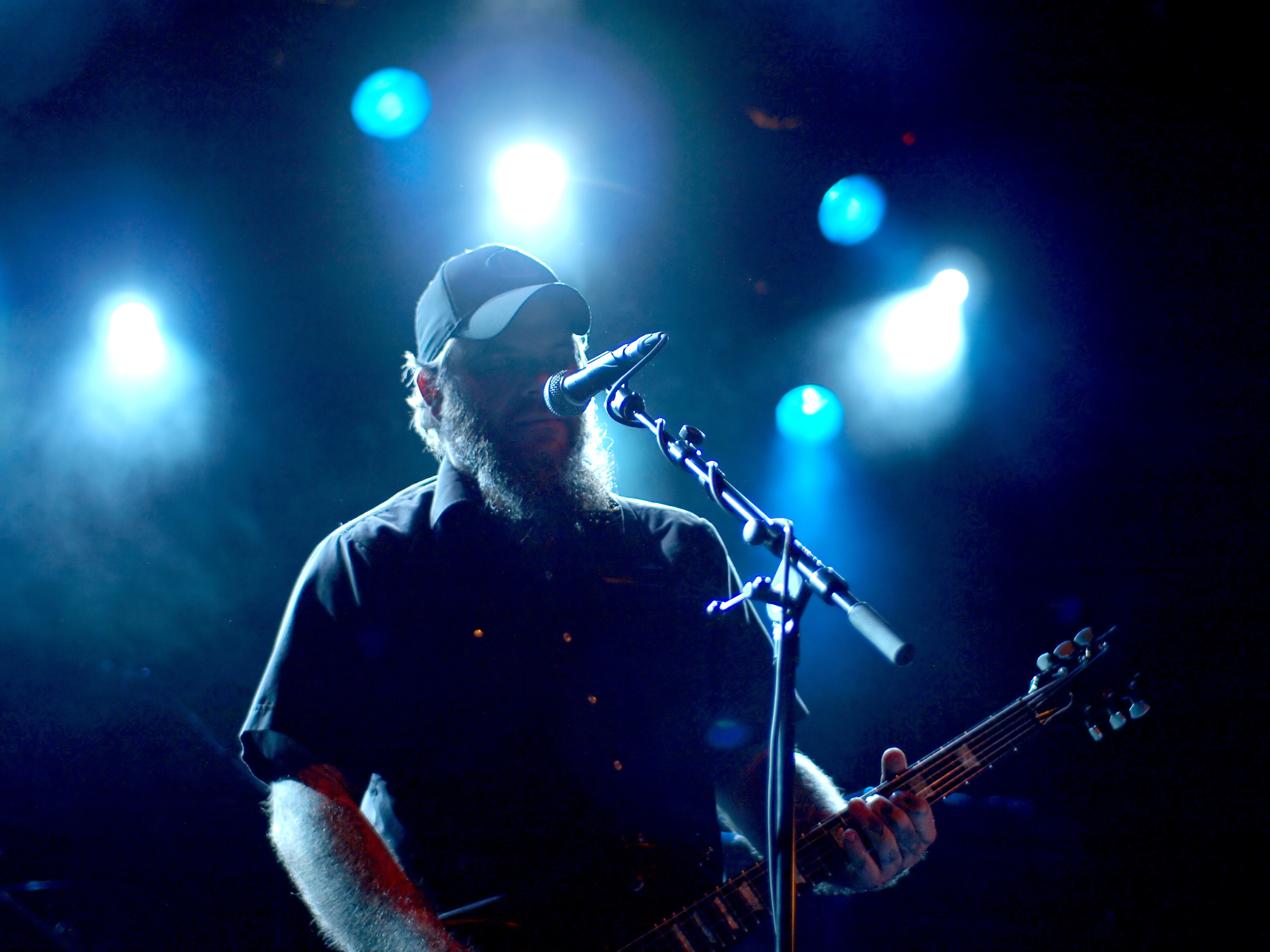
Kelly bei einem Auftritt 2009

Bekannt wurde Kelly als eines der drei Gründungsmitglieder der Post-Metal-Gruppe Neurosis. Neben der genreprägenden Band spielte Kelly in unterschiedlichen Metalformationen, wie in der Stoner-Doom-Supergroup Shrinebuilder (mit Al Cisneros, Scott Weinrich und Dale Crover) sowie der Industrial-Metal-Band Corrections House mit Mike Williams, Sanford Parker und Bruce Lamont. Häufig tritt Kelly als Gastsänger in Erscheinung, insbesondere auf mehreren Alben der Gruppe Mastodon. Neben den unterschiedlichen Metalprojekten spielte Kelly seit dem Jahr 2000 solo als Alternative-Country- und Folk-Künstler. Als solcher beteiligte er sich am Tributsampler Songs of Townes Van Zandt. Gemeinsam mit Josh Graham, der sich ebenfalls bei Neurosis, aber auch bei A Storm of Light, Red Sparowes und Battle of Mice als Künstler und Musiker einbrachte, unterhielt Kelly das Neofolk-Projekt Blood and Time.
Seit April 2011 moderiert Kelly die dreistündige Radiosendung KMBT auf Scion A/V.com channel 5. Bereits zuvor betrieb er die Internetradiostation combatmusicradio.com, auf welcher er wöchentliche Sendungen streamt, die von ihm, Eugene S. Robinson, Joe Preston, Mike Williams und weiteren bekannten Musikerkollegen moderiert werden.
Seit Dezember 2008 verfasste Kelly den Blog We Burn Through the Night.
Als seine musikalischen Haupteinflüsse nennt Kelly Swans, Black Flag, Black Sabbath, Pink Floyd, Die Kreuzen, Amebix, Jimi Hendrix, King Crimson, Neil Young, The Melvins, Celtic Frost, Negative Approach, Townes Van Zandt, Voivod und Hank Williams.

## Stil
Kellys musikalischer Ursprung liegt im Hardcore Punk der frühen 1980er Jahre. Seine Band Neurosis spielte zu Beginn eine Mischung aus Hardcore Punk und Thrash Metal. Neurosis entwickelten sich zur Urband des Post-Metal-Genres. Weitere Bandprojekte Kellys spielen im Doom-Metal-Spektrum, im Bereich experimenteller elektronischer Musik, wie das Neurosis-Nebenprojekt Tribes of Neurot oder im Alternative Country und Neofolk. 
Kellys Gesang wird als rau und einnehmend beschrieben. Seine Soloarbeiten sind zumeist ohne Schlagzeug und mit wenigen Verzerrungen, aber gelegentlicher Elektronik eingespielt.

## Diskographie

### Neurosis
Siehe Neurosis#Diskografie

### Shrinebuilder
Siehe: Shrinebuilder#Diskografie

### Corrections House
Siehe Corrections House#Diskografie

### Scott Kelly
- 2001: Spirit Bound Flesh (Album, Neurot)
- 2008: The Wake (Album, Neurot)
- 2012: The Forgiven Ghost In Me (Album, Neurot)

### Tribes of Neurot
- 1995: Rebegin
- 1995: Silver Blood Transmission
- 1998: Static Migration
- 1999: Grace
- 2000: 60°
- 2002: Adaptation and Survival: the Insect Project
- 2005: Meridian

### Blood & Time
- 2004: At the Foot of the Garden
- 2007: Latitudes

### Mirrors for Psychic Warfare
Siehe Mirrors for Psychic Warfare#Diskografie

### Absent in Body
Siehe Absent in Body#Diskografie